# Marcelo Carracedo
Marcelo Carracedo (nacido en la ciudad de Buenos Aires el 16 de abril de 1970) es un exfutbolista argentino, de vasta trayectoria por varios países. Su primer club fue Atlanta de Argentina. Actualmente se dedica a la representación de futbolistas.

## Carrera
Fue un mediocampista de buen pie, de juego vistoso y veloz. Sus primeros pasos en Atlanta aun siendo juvenil atrajeron el interés de Real Murcia de España, quien adquirió su pase luego de que quedara libre del club bohemio. De allí pasó al fútbol alemán donde jugó dos temporadas en Fortuna Düsseldorf (46 partidos y 2 goles). Retornó a Argentina para jugar en Estudiantes de La Plata durante la temporada 1992-93, volviendo al Viejo Continente para fichar por FC Tirol Innsbruck de Austria. A mediados de los '90 pasa al fútbol mexicano, alternando un ciclo en Platense de Argentina. En 1997 llega a Avispa Fukuoka de Japón, pero tras seis meses decide retornar a su país natal, donde se suma a Rosario Central, por pedido del entrenador Miguel Ángel Russo. Allí integró un gran mediocampo junto a Omar Palma y Eduardo Coudet. Se destacó por su buen juego y por convertirle un gol a Newell's Old Boys en el clásico rosarino jugado el 23 de noviembre de 1997, que finalizó 4-0 y con el retiro de la cancha del equipo leproso por inferioridad numérica. Ya bajo la conducción técnica de Edgardo Bauza. fue pieza importante en el equipo que logró el subcampeonato en la Copa Conmebol 1998. Totalizó 50 presencias y 9 goles convertidos en el cuadro de Barrio Arroyito. Pasó a jugar a Universidad Católica de Chile por dos temporadas, siendo éste su último club, ya que debió retirarse a causa de una osteocondritis en uno de sus tobillos.

## Selección nacional
Disputó el Copa Mundial de Fútbol Juvenil de 1989, con sede en Arabia Saudita, siendo jugador de Atlanta en la Primera B Metropolitana. Estuvo presente en los cuatro partidos que jugó la Selección Argentina.

### Participaciones en la Selección
| Torneo              | Sede           | Resultado        | PJ | Goles |
| ------------------- | -------------- | ---------------- | -- | ----- |
| Mundial sub-20 1989 | Arabia Saudita | Cuartos de final | 4  | 0     |

#### Detalle de partidos
| Instancia        | Fecha | Estadio                             | Rival   | Resultado |
| ---------------- | ----- | ----------------------------------- | ------- | --------- |
| Primera fase     | 17-02 | Rey Fahd, Riad                      | España  | 1-2       |
| Primera fase     | 19-02 | Rey Fahd, Riad                      | Noruega | 2-0       |
| Primera fase     | 22-02 | Rey Fahd, Riad                      | Irak    | 0-1       |
| Cuartos de final | 25-02 | Príncipe Abdullah al-Faisal, Jeddah | Brasil  | 0-1       |

## Clubes
| Club                    | País      | Año       |
| ----------------------- | --------- | --------- |
| Atlanta                 | Argentina | 1987-1989 |
| Real Murcia             | España    | 1989-1990 |
| Fortuna Düsseldorf      | Alemania  | 1990-1992 |
| Estudiantes de La Plata | Argentina | 1992-1993 |
| FC Tirol Innsbruck      | Austria   | 1993-1994 |
| Santos Laguna           | México    | 1994-1995 |
| Platense                | Argentina | 1996      |
| Monarcas Morelia        | México    | 1996      |
| Avispa Fukuoka          | Japón     | 1997      |
| Rosario Central         | Argentina | 1997-1998 |
| Universidad Católica    | Chile     | 1999-2000 |